# 産地偽装
産地偽装（さんちぎそう）とは、偽装表示の一種で、生産地を偽って表示し、消費者、中間業者（卸業者や小売店など）に対しあたかも表示された生産地で生産された製品であるかのように見せる行為をいう。

## 偽装防止への取り組み
農産物、畜産物に対し、国は市場での立ち入り調査を行うと共に、農林水産省所管の独立行政法人農林水産消費安全技術センターがDNA検査などを行っている。これと同時に、ブランド維持のため各都道府県に於いて産地表示の公正化が計られている。

### DNA検査
農産物、畜産物にはDNAが存在する。産地や品種などにより若干の差違があるため、市場に於けるサンプル調査を行うことにより偽装されているか否か判別できる。
- 応用例
  - 牛肉、豚肉、アサリ[1]など

### 表示方法の適正化指導
内容物に、一部の産地のものが少量しか無いにもかかわらず、その産地で生産されたものであるように見せかける行為を上記のDNA検査を含め指導、適正化を行う。関係する機関は多方面にわたり、真珠に至っては税務署などが関与する。
- 応用例
  - 米、真珠、ヒノキなど

### 地域ブランド化による産地の固定化
生産から出荷までの工程にルールを設け、県などの地方自治体、漁協、農協などの各種団体の監視を行う。これにより生産された物に対し、証明書を発行する。
- 三重県 − 三重ブランド
- 香川県 − Kブランド

### 認証マークの表示
上記と関連するが農協や漁協などが、その地域で生産されかつ一定の品質を確保したものに認証マークを表示する。国の認定する伝統工芸品である伝統的工芸品には、「伝統証紙」がある。

## 関連法規
水産物の場合、日本の船が日本国内の港で水揚げしたときは、漁獲水域名を表示する。複数水域で漁をするなど水域名表示が困難であるときは、水揚げ港または水揚げ港が属する都道府県を表示する。
外国船が日本国内の港で水揚げしまたは外国船から輸入したときは、漁をおこなった船が属する国を表示する。
水揚げした水産物を調味しまたは別種の魚と盛り合わせて刺身盛りにするなどしたときは、生鮮食品でなく加工食品の扱いであり、日本国内で製造された水産加工品は、重量割合が最も高い原材料の原産地を表示する。

## 背景
本来、消費財や食料品などの生産地表示は、消費者の製品の品質への信頼を裏づけるものである。ところが、この信頼を逆手に取り、市場において市場価格が安価な生産地の品物に対し、特定の生産地名を記することにより、本来の生産地における市場価格より高価な市場価格で販売することが可能である。この行為は不正競争防止法違反、場合によっては詐欺罪が適用されているが、産地の偽装は後を絶たない。
また、生産地ではなく流通機構の地名を商品名に冠する場合がある。この場合、生産地を協議会などが市などの区分よりはみ出して設定するなど、予め定めた地域とし、認定された市場を通ることにより、生産地とは名前が異なる地名が商品名に冠されることが多い。また、地域名と商品を合わせた名がブランドとして商標登録されるなど、主たる地域に認定する機関が存在するため、産地偽装とは呼ばないという主張がされることがある。
しかし、生産地の表示を偽る行為は、不正競争防止法が制定される以前から違法とされていた不正競争の類型であり、さらに近年の同法の改正では、生産地の誤認表示も不正競争類型とされており、商品名に付せられた地名が、生産地ではなく流通機構の地名であることが消費者に対して徹底されなければ、誤認表示と受け止められるので、やはり産地偽装にあたると言わなくてはならない。
なお、2009年4月、食品表示に関連する法令の一つであるJAS法が、産地偽装防止のために直罰規定を設けるなどの改正がされたが、その改正は不正競争防止法に屋上屋を架す無意味な行為であることが指摘されている。

## 産地偽装を取り上げた作品
- スーパーの女 : 輸入牛肉を「和牛」と偽って販売するシーンがある。